# Rzeszowski full
Rzeszowski full – trzeci album zespołu Wańka Wstańka wydany w 1991 roku nakładem wydawnictwa Bass Records.

## Lista utworów
źródło:.
1. „Leżajski full”
2. „Klinika przemienienia”
3. „Nie tylko ty”
4. „Gwiazdy ze stolycy”
5. „Syna ty moja”
6. „Pospolita procedura”
7. „Haszysza”
8. „Saddam”
9. „Hare Kriszna”
10. „Satana”
11. „AIDS”
12. „Środki uspokajające”
13. „Git wiracha”
14. „Rdza na żyletce”

## Muzycy
źródło:.
- Krzysztof Bara „Bufet” – śpiew
- Piotr Liszcz „Mizerny” – gitara, śpiew
- Marek Kisiel – gitara basowa
- Dariusz Marszałek „Czarny” – perkusja